# Route nationale 521a
La route nationale 521a ou RN 521a était une route nationale française reliant Yenne à Bourdeau. À la suite de la réforme de 1972, elle a été renommée RN 504. En 2006, cette route a été déclassée en RD 1504.

## Ancien tracé
- Yenne
- Tunnel du Chat
- Bourdeau